# Alexandre Pierre Joseph Doche
Alexandre Pierre Joseph Doche (París, 1799 - Sant Petersburg, 31 de juliol de 1849), fou un violinista i compositor francès, era fill del també compositor Joseph-Denis Doche (1766-1825).
El 1823 entrà al teatre del Vaudeville com a segon director d'orquestra, de 1828 a 1848 fou primer director, i en l'última de les dades citades passà al teatre francès de Sant Petersburg amb el mateix càrrec. Al igual que el seu pare, va compondre nombrosos aires per a les obres que allà es representaven, mereixent especial menció les titulades La clef du caveau, Le diable à París, La Croix d'or, Mèmoires du diable, etc. També va compondre les òperes còmiques Le veuf du Malabar, Alix i una Missa solemne, a gran orquestra.